# Emil Forsberg
Emil Peter Forsberg (Sundsvall, 1991. október 23. –) svéd válogatott labdarúgó, a New York Red Bulls játékosa és a svéd labdarúgó-válogatott tagja.

## Magánélete
Édesapja, Leif Forsberg aki a GIF Sundsvall és az IFK Göteborg csapatában szerepelt. Nagyapja, Lennart Forsberg szintén labdarúgó volt és ő is volt a GIF Sundsvall játékosa. 2016. július 17-én feleségül vette Shanga Hussaint, aki szintén labdarúgó és felvette a Shanga Forsberg nevet. Lipcsében élnek és Shanga az RB Leipzig játékosa volt.

## Pályafutása

### Klub
Szülővárosának csapatában a GIF Sundsvallban nevelkedett. 2009-ben került az első csapatba, amikor a másodosztályban szerepeltek. Május 10-én debütált a bajnokságban a Qviding FIF ellen az 1–1-es döntetlennel záruló mérkőzésen. Kölcsönben szerepelt a Medskogsbron csapatában, ahol 2 mérkőzésen 2 gólt szerzett. A 2011-es szezonban 27 bajnokin 11 gólt szerzett és a bajnokság második helyén végeztek, ami feljutást jelentett az élvonalba. A szezon végén szerződést hosszabbított klubjával, majd megsérült. 104 tétmérkőzésen 25 gólt szerzett klubjában.
2012. december 10-én aláírt a szintén svéd Malmö FF csapatához, amelyhez 2013-ban csatlakozott. Március 2-án a kupában az Östers IF ellen debütált. A 2014-es szezonban 29 bajnokin 14 gólt szerzett, valamint megvédték bajnoki címüket a csapattal. 2014. július 12-én a Åtvidaberg FF ellen mesterhármast jegyzett. A szezon végén a bajnokság legjobb középpályásának választották meg, valamint a Fotbollsgalannál is őt választották.
2015. január 7-én aláírt a Bundesliga 2-ben szereplő RB Leipzig csapatához három és fél évre. 2016. február 6-án az Erzgebirge Aue ellen debütált kezdőként. A következő szezonban már a 2. fordulóban megszerezte első bajnoki gólját, a mérkőzés 2–2 lett a Fürth ellen. 32 bajnoki mérkőzésen 8 gólt szerzett és ezüstérmesként feljutottak a Bundesligába. 2016. szeptember 17-én a Hamburger SV ellen gólt és két gólpasszt jegyzett, a mérkőzést idegenben a Lipcse 4–0-ra nyerték meg. 2017. május 13-án a Bayern München ellen 5–4-re elvesztett mérkőzésen három gólpasszt osztott ki. A bajnokságban a legtöbb gólpasszt jegyezte, 22-t. A szezon csapatába is bekerült.
A 2017–18-as szezonban az UEFA-bajnokok ligájában is részt vevő a klubjával. 2017. szeptember 13-án az AS Monaco elleni bajnokok ligája első csoportmérkőzésen a 33. percben megszerezte a mérkőzés első gólját. Október 17-én a harmadik csoportmérkőzésen az FC Porto ellen 3–2-re megnyert mérkőzésen a 38. percbe került lövőhelyzetbe a tizenhatoson és habozás nélkül lőtt a kapu jobb oldalába. A sorozatban ez volt a második gólja a harmadik mérkőzésén. November 18-án a Bayer Leverkusen ellen büntetőből megszerezte a szezonbeli első bajnoki gólját. 2018. március 31-én a Hannover 96 ellen a 16. percben a mérkőzés első gólját szerezte meg, majd 3–2-re nyerték meg a bajnoki találkozót.
2023. december 16-án jelentette be a New York Red Bulls csapata, hogy 3+1 évre szerződtette. 2024. február 25-én debütált a Nashville ellen 0–0-ra végződő bajnoki találkozón. Március 9-én a Dallas ellen 2–1-re megnyert mérkőzésen gólt és gólpasszt jegyzett, ami az első találata volt.

### Válogatott
2014. január 17-én debütált a felnőtt válogatottban a moldáv labdarúgó-válogatott elleni barátságos mérkőzésen, a 71. percben váltotta Erton Fejzullahu. 2015. november 14-én a 2016-os labdarúgó-Európa-bajnokság pótselejtező első mérkőzésén a dán labdarúgó-válogatott ellen Mikael Lustig passzából az első félidőben megszerezte első válogatottbeli találatát, majd a félidő után kiharcolt egy büntetőt, amelyet Zlatan Ibrahimović értékesített. 2016. június 5-én hazai pályán 3–0-ra megnyert felkészülési találkozón a walesi labdarúgó-válogatott ellen gólt szerzett. Az első félidő hajrájában Zlatan Ibrahimović lekészítése után szerezte meg a vezetést Forsberg, 18 méterről a jobb alsó sarkot lőtte ki. Bekerült a 2016-os labdarúgó-Európa-bajnokságra utazó keretbe, a tornán mind a három csoportmérkőzésen pályára lépett. November 11-én a franciák ellen a 2018-as labdarúgó-világbajnokság selejtező mérkőzésén gól nélküli első félidőt követően a svédek szereztek vezetést Forsberg szabadrúgás góljával. A mérkőzést végül 2–1-re a franciák nyerték meg. 2017. március 25-én a fehérorosz labdarúgó-válogatott elleni világbajnoki selejtező mérkőzésen duplázott hazai pályán a 4–0-ra megnyert találkozón. A 19. percben Marcus Berget rántották le a tizenhatoson belül, amiért büntetőt kapott Svédország, Forsberg magabiztosan értékesítette a tizenegyest. A második játékrész elején nem túl erős lövése épp középre ment, ám a fehérorosz kapus, Gorbunov képtelen volt megfogni a labdát, ami épp a lábai között elgurulva kötött ki a kapuban. 2017. szeptember 3-án a fehéroroszok elleni világbajnoki selejtezőn a 18. percben gólt szerzett. 2021. május 18-án bekerült a 2020-as labdarúgó-Európa-bajnokságra utazó keretbe. Június 5-én Örményország ellen szabadrúgásból tudott eredményes lenni a 3–1-re megnyert felkészülési találkozón. Június 18-án Szlovákia ellen büntetőből volt eredményes az 1–0-ra megnyert Európa-bajnoki mérkőzésen. Október 9-én Koszovó elleni 2022-es labdarúgó-világbajnokság-selejtező mérkőzésen a 29. percben büntetőből volt eredményes a 3–0-ra megnyert találkozón. Október 12-én Görögország ellen 2–0-ra megnyert selejtezőn ismét büntetőből volt eredményes.

## Statisztika

### Klubcsapatokban
2024. április 21. szerint.
| Klub               | Szezon           | Bajnokság | Bajnokság | Kupa  | Kupa  | Nemzetközi | Nemzetközi | Egyéb | Egyéb | Összesen | Összesen |
| Klub               | Szezon           | Mérk.     | Gólok     | Mérk. | Gólok | Mérk.      | Gólok      | Mérk. | Gólok | Mérk.    | Gólok    |
| ------------------ | ---------------- | --------- | --------- | ----- | ----- | ---------- | ---------- | ----- | ----- | -------- | -------- |
| GIF Sundsvall      | 2009             | 19        | 1         | 1     | 0     | —          | —          | —     | —     | 20       | 1        |
| Medskogsbron BK    | 2009             | 3         | 2         | —     | —     | —          | —          | —     | —     | 3        | 2        |
| Medskogsbron BK    | Összesen         | 3         | 2         | 0     | 0     | 0          | 0          | 0     | 0     | 3        | 2        |
| GIF Sundsvall      | 2010             | 30        | 6         | 2     | 0     | —          | —          | 2     | 0     | 34       | 6        |
| GIF Sundsvall      | 2011             | 27        | 11        | 2     | 3     | —          | —          | —     | —     | 29       | 14       |
| GIF Sundsvall      | 2012             | 21        | 6         | 1     | 0     | —          | —          | 1     | 0     | 23       | 6        |
| GIF Sundsvall      | Összesen         | 97        | 24        | 6     | 3     | 0          | 0          | 3     | 0     | 106      | 27       |
| Malmö FF           | 2013             | 28        | 5         | 4     | 0     | 6          | 2          | 1     | 2     | 39       | 9        |
| Malmö FF           | 2014             | 29        | 14        | 5     | 2     | 12         | 2          | 1     | 1     | 47       | 19       |
| Malmö FF           | Összesen         | 57        | 19        | 9     | 2     | 18         | 4          | 2     | 3     | 86       | 28       |
| RB Leipzig         | 2014–15          | 14        | 0         | 1     | 0     | —          | —          | —     | —     | 15       | 0        |
| RB Leipzig         | 2015–16          | 32        | 8         | 1     | 0     | —          | —          | —     | —     | 32       | 8        |
| RB Leipzig         | 2016–17          | 30        | 8         | 1     | 0     | —          | —          | —     | —     | 31       | 8        |
| RB Leipzig         | 2017–18          | 21        | 2         | 1     | 1     | 11         | 2          | —     | —     | 33       | 5        |
| RB Leipzig         | 2018–19          | 20        | 4         | 4     | 2     | 5          | 1          | —     | —     | 29       | 7        |
| RB Leipzig         | 2019–20          | 22        | 5         | 1     | 1     | 9          | 4          | —     | —     | 31       | 10       |
| RB Leipzig         | 2020–21          | 29        | 7         | 5     | 1     | 7          | 1          | —     | —     | 41       | 9        |
| RB Leipzig         | 2021–22          | 31        | 6         | 5     | 1     | 10         | 4          | —     | —     | 46       | 11       |
| RB Leipzig         | 2022–23          | 30        | 6         | 4     | 2     | 8          | 1          | 1     | 0     | 43       | 9        |
| RB Leipzig         | 2023–24          | 14        | 2         | 1     | 1     | 6          | 1          | 1     | 0     | 22       | 4        |
| RB Leipzig         | Összesen         | 243       | 48        | 24    | 9     | 56         | 14         | 2     | 0     | 325      | 71       |
| New York Red Bulls | 2024             | 7         | 2         | 0     | 0     | —          | —          | —     | —     | 7        | 2        |
| New York Red Bulls | Összesen         | 7         | 2         | 0     | 0     | 0          | 0          | 0     | 0     | 7        | 2        |
| Karrier összesen   | Karrier összesen | 407       | 95        | 39    | 14    | 74         | 18         | 7     | 3     | 527      | 130      |

### Válogatott
2024. március 25. állapot szerint.
| Válogatott | Szezon   | Mérkőzés | Gól |
| ---------- | -------- | -------- | --- |
| Svédország | 2014     | 5        | 0   |
| Svédország | 2015     | 8        | 1   |
| Svédország | 2016     | 11       | 2   |
| Svédország | 2017     | 9        | 3   |
| Svédország | 2018     | 9        | 1   |
| Svédország | 2019     | 7        | 1   |
| Svédország | 2020     | 5        | 0   |
| Svédország | 2021     | 14       | 7   |
| Svédország | 2022     | 10       | 4   |
| Svédország | 2023     | 8        | 2   |
| 2024       | 2        | 0        |     |
| Összesen   | Összesen | 88       | 21  |

### Válogatott góljai
| #   | Időpont              | Helyszín                             | Ellenfél         | Gólok | Eredmény | Kiírás                                            |
| --- | -------------------- | ------------------------------------ | ---------------- | ----- | -------- | ------------------------------------------------- |
| 1.  | 2015. november 14.   | Friends Arena, Solna                 | Dánia            | 1–0   | 2–1      | 2016-os labdarúgó-Európa-bajnokság – Pótselejtező |
| 2.  | 2016. június 5.      | Friends Arena, Solna                 | Wales            | 1–0   | 3–0      | Barátságos mérkőzés                               |
| 3.  | 2016. november 11.   | Stade de France, Saint-Denis         | Franciaország    | 1–0   | 1–2      | 2018-as vb-selejtező                              |
| 4.  | 2017. március 25.    | Friends Arena, Solna                 | Fehéroroszország | 1–0   | 4–0      | 2018-as vb-selejtező                              |
| 5.  | 2017. március 25.    | Friends Arena, Solna                 | Fehéroroszország | 2–0   | 4–0      | 2018-as vb-selejtező                              |
| 6.  | 2017. szeptember 3.  | Borisov Aréna, Bariszav              | Fehéroroszország | 1–0   | 4–0      | 2018-as vb-selejtező                              |
| 7.  | 2018. július 3.      | Kresztovszkij Stadion, Szentpétervár | Svájc            | 1–0   | 1–0      | 2018-as labdarúgó-világbajnokság                  |
| 8.  | 2019. szeptember 8.  | Friends Arena, Solna                 | Norvégia         | 1–1   | 1–1      | 2020-as Eb-selejtező                              |
| 9.  | 2021. június 5.      | Friends Arena, Solna                 | Örményország     | 1–0   | 3–1      | Barátságos mérkőzés                               |
| 10. | 2021. június 18.     | Kresztovszkij Stadion, Szentpétervár | Szlovákia        | 1–0   | 1–0      | 2020-as labdarúgó-Európa-bajnokság                |
| 11. | 2021. június 23.     | Kresztovszkij Stadion, Szentpétervár | Lengyelország    | 1–0   | 3–2      | 2020-as labdarúgó-Európa-bajnokság                |
| 12. | 2021. június 23.     | Kresztovszkij Stadion, Szentpétervár | Lengyelország    | 2–0   | 3–2      | 2020-as labdarúgó-Európa-bajnokság                |
| 13. | 2021. június 29.     | Hampden Park, Glasgow                | Ukrajna          | 1–1   | 1–2 (hu) | 2020-as labdarúgó-Európa-bajnokság                |
| 14. | 2021. október 9.     | Friends Arena, Solna                 | Koszovó          | 1–0   | 3–0      | 2022-es labdarúgó-világbajnokság-selejtező        |
| 15. | 2021. október 12.    | Friends Arena, Solna                 | Görögország      | 1–0   | 2–0      | 2022-es labdarúgó-világbajnokság-selejtező        |
| 16. | 2022. június 2.      | Stožice Stadion, Ljubljana           | Szlovénia        | 1–0   | 2–0      | 2022–2023-as UEFA Nemzetek Ligája (B liga)        |
| 17. | 2022. június 12.     | Ullevaal Stadion, Oslo               | Norvégia         | 1–2   | 2–3      | 2022–2023-as UEFA Nemzetek Ligája (B liga)        |
| 18. | 2022. szeptember 27. | Friends Arena, Solna                 | Szlovénia        | 1–1   | 1–1      | 2022–2023-as UEFA Nemzetek Ligája (B liga)        |
| 19. | 2022. november 19.   | Stadion, Malmö                       | Algéria          | 1–0   | 2–0      | Barátságos mérkőzés                               |
| 20. | 2023. március 27.    | Friends Arena, Solna                 | Azerbajdzsán     | 1–0   | 5–0      | 2024-es labdarúgó-Európa-bajnokság selejtező      |
| 21. | 2023. november 19.   | Friends Arena, Solna                 | Észtország       | 2–0   | 2–0      | 2024-es labdarúgó-Európa-bajnokság selejtező      |

## Sikerei, díjai

### Klub
GIF Sundsvall
- Superettan
  - Ezüstérmes: 2011
  - Bronzérmes: 2010

Malmö FF
- Allsvenskan
  - Bajnok: 2013, 2014
- Svéd szuperkupa
  - Győztes: 2013, 2014

RB Leipzig
- Bundesliga 2:
  - Ezüstérmes: 2015–16
- Bundesliga:
  - Ezüstérmes: 2016–17, 2020–21
  - Bronzérmes: 2018–19, 2019–20, 2022–23
- Német labdarúgókupa:
  - Győztes: 2021–22, 2022–23
  - Döntős: 2018–19, 2020–21
- Német labdarúgó-szuperkupa:
  - Győztes: 2023
  - Döntős: 2022
- UEFA-bajnokok ligája:
  - Elődöntős: 2019–20
- Európa-liga:
  - Elődöntős: 2021–22

### Egyéni
- A Svéd bajnokság év középpályása: 2014
- Az Év svéd középpályása: 2016, 2017, 2019, 2021
- A Bundesliga legtöbb gólpassza: 2016–17
- A Bundesliga Év csapatának tagja: 2016–17
- Guldbollen: 2021